# Fritz von Below
Fritz Theodor Carl von Below (Danzig, 23. rujna 1853. – Weimar, 23. studenog 1918.) je bio njemački general i vojni zapovjednik. Tijekom Prvog svjetskog rata zapovijedao je s više njemačkih armija na Zapadnom i Istočnom bojištu.

## Vojna karijera
Fritz von Below rođen je 23. rujna 1853. godine u Danzigu (danas Gdansk u Poljskoj). Sin je Ferdinanda von Belowa (1812. – 1870.) koji je također bio general u pruskoj vojsci, te je kao zapovjednik 36. pješačke brigade poginuo u Prusko-francuskom ratu kod Pont a Moussona, i Therese Mauve. Za Fritza von Belowa se često navodi da je brat Otta von Belowa drugog znamenitog njemačkog zapovjednika u Prvom svjetskom ratu, što je međutim netočno budući su isti bili samo rođaci. Fritz von Below je imao dva brata Ernsta i Nikolausa koji su također bili generali, te su kao i Fritz sudjelovali u Prvom svjetskom ratu.
Below je u prusku vojsku stupio kao kadet služeći u Berlinu. Od travnja 1873. služi u 1. gardijskoj pješačkoj pukovniji, dok od listopada 1881. pohađa Prusku vojnu akademiju. Nakon završetka iste, u srpnju 1884. vraća se na službu u 1. gardijsku pješačku pukovniju gdje se nalazi na službi do svibnja 1885. kada je raspoređen na službu u Glavni stožer. U međuvremenu je, u travnju 1882., promaknut u čin poručnika, dok je čin satnika dostigao u ožujku 1887. godine. U listopadu 1888. premješten je na službu u stožer Gardijskog korpusa smještenog u Berlinu, nakon čega se od veljače 1889. nalazi na službi u pruskom ministarstvu rata. U ministarstvu rata služi iduće dvije godine, do ožujka 1891., kada je postaje zapovjednikom satnije u 1. gardijskoj pješačkoj pukovniji. Nakon toga u svibnju 1892. je unaprijeđen u čin bojnika, te je premješten u stožer Gardijskog korpusa u kojem je već ranije služio. U stožeru Gardijskog korpusa služi do svibnja 1896. kada je imenovan zapovjednikom bojne u 4. gardijskoj grenadirskoj pukovniji "Königin Augusta". U travnju 1898. postaje načelnikom stožera III. korpusa sa sjedištem u Berlinu, da bi u siječnju iduće 1899. godine bio promaknut u čin potpukovnika. U listopadu te iste godine premješten je na službu u Glavni stožer gdje je načelnik odjela, nakon čega je u studenom imenovan načelnikom stožera Gardijskog korpusa.
U travnju 1901. Below je promaknut u čin pukovnika, te je u studenom te iste godine imenovan zapovjednikom 3. gardijskoj grenadirskoj pukovniji "Königin Elisabeth". Navedenom pukovnijom zapovijeda iduće tri godine, do rujna 1904. kada postaje zapovjednikom 4. gardijske pješačke brigade smještene u Berlinu. U siječnju 1905. dostiže čin bojnika, dok je u veljači 1906. imenovan načelnikom stožera I. armijskog okruga s time da je istodobno obnašao i dužnost zamjenika načelnika Glavnog stožera. Navedene dužnosti obnaša do veljače 1908. kada postaje zapovjednikom 1. gardijske pješačke divizije. Istodobno s tim imenovanjem promaknut je u čin general poručnika. U rujnu 1912. ponovno je promaknut i to u čin generala pješaštva, te je imenovan zapovjednikom XXI. korpusa sa sjedištem u Saarbrückenu. Na čelu navedenog korpusa nalazi se i na početku Prvog svjetskog rata.

## Prvi svjetski rat
Na početku Prvog svjetskog rata XXI. korpus kojim je zapovijedao Below bio je u sastavu njemačke 6. armije kojom je zapovijedao bavarski princ Rupprecht. Zapovijedajući XXI. korpusom Below sudjeluje u Bitci u Loreni. Početkom 1915. Below XXI. korpus prebačen na Istočno bojište, te je sudjelovao u Drugoj bitci na Mazurskim jezerima. Za zapovijedanje u navedenoj bitci Below je 14. ožujka 1915. odlikovan ordenom Pour le Mérite. 
U travnju 1915. Below je dobio zapovjedništvo nad 2. armijom zamijenivši oboljelog feldmaršala Karla von Bülowa. Njemačka 2. armija na Zapadnom bojištu je držala frontu u duljini od 80-ak kilometara, te je prema njoj bila usmjerena glavnina savezničke ofenzive na Sommi. Belowa 2. armija je prvi dan ofenzive nanijela britanskim snagama teške gubitke. Međutim, na francuskom dijelu fronte francuske snage su uspjele potisnuti njemačke kod Peronnea, što je uzrokovalo da načelnik Glavnog stožera Erich von Falkenhayn smijeni Belowog načelnika stožera general bojnika Paul Grünerta, te ga zamijeni pukovnikom Fritzom von Lossbergom. Falkenhayn je i naredio da se svi izgubljeni položaji vrate što je uzrokovalo mnogobrojne njemačke protunapade na Sommi i velike gubitke na njemačkoj strani. 

Sredinom srpnja 1916. godine Below postaje zapovjednikom ponovno formirane 1. armije koja je bila zadužena za sjeverni dio bojišta na Sommi. U travnju 1917. godine 1. armija je premještena u područje Reimsa između njemačke 3. i 7. armije gdje je sudjelovala u slamanju neuspješne Nivelleove ofenzive. U srpnju 1918. godine Below dobiva zapovjedništvo nad 9. armijom također smještenom na Zapadnom bojištu kojom je zapovijedao manje od mjesec dana.

## Smrt
U kolovozu 1918. godine Below je obolio od teške upale pluća, te je zbog zdravstvenog stanja razriješen zapovjedništva i stavljen na raspolaganje Glavnom stožeru. Do kraja rata nadgledao je izradu novog priručnika za pješaštvo koji je trebao biti izrađen na temelju novih iskustava koja su stečena tijekom rata.

Fritz von Below preminuo je u Weimaru nekoliko dana nakon završetka rata 23. studenog 1918. godine. Pokopan je u Berlinu na groblju Invalidenfriedhof.

## Vanjske poveznice
(eng.) Fritz von Below na stranici First World War.com

(eng.) Fritz von Below na stranici Prussianmachine.com

(njem.) Fritz von Below na stranici Deutschland14-18.de
| Prethodnik:    | Zapovjednik 2. armije Fritz von Below | Nasljednik:      |
| Karl von Bülow | Zapovjednik 2. armije Fritz von Below | Max von Gallwitz |

| Prethodnik:    | Zapovjednik 1. armije Fritz von Below | Nasljednik:     |
| Max von Fabeck | Zapovjednik 1. armije Fritz von Below | Bruno von Mudra |

| Prethodnik:       | Zapovjednik 9. armije Fritz von Below | Nasljednik:          |
| Johannes von Eben | Zapovjednik 9. armije Fritz von Below | Adolph von Carlowitz |